# Estádio Cidade de Barcelos
 (mars 2025).
Si vous disposez d'ouvrages ou d'articles de référence ou si vous connaissez des sites web de qualité traitant du thème abordé ici, merci de compléter l'article en donnant les références utiles à sa vérifiabilité et en les liant à la section « Notes et références ».
Le Complexo Desportivo Municipal de Barcelos (en français : Complexe Sportif Municipal de Barcelos) est un stade de la région de Braga dans la ville de Barcelos.

## Histoire
Le premier match dans le stade était : Gil Vicente FC - Nacional, avec une victoire du Gil Vicente FC par 2 buts à 1.
Le stade a accueilli des matchs du Championnat d'Europe de football Espoirs 2006.
- Matchs de l'Euro Espoirs 2006 :
  -  Serbie-et-Monténégro 0-1  Allemagne
  -  Portugal 0-2  Serbie-et-Monténégro